# Захария Вьенский
Захария — священномученик, епископ Вьенский. День памяти — 26 мая.
Святой Захария (Zacharie de Vienne) жил на рубеже I и II веков. Он был избран жителями Вьены, что в Изере, вторым по счёту местным епископом. Поскольку в ту пору христианство не допускалось властями Римской империи, он был казнён во Вьене в 106 году префектом Помпеем (Pompée) в ходе гонений времён императора Траяна.
Святой Захария почитается местным покровителем.